# فيصل الطهاري
فيصل الطهاري أخصائي و معالج نفسي مغربي  عرف أول مرة عبر مشاركته في برنامج النفس والحياة على الإذاعة الوطنية لنشر الثقافة النفسية يعتبر أول أخصائي نفساني عربي دخل الأراضي السورية، لعلاج الأطفال ضحايا الحرب .